# 삼성 갤럭시 골든
삼성 갤럭시 골든(Samsung Galaxy GOLDEN)은 삼성전자에서 제조/판매하는 안드로이드 스마트폰이다.
2013년 8월 21일 대한민국에서 변종모델을, 2013년 10월 29일 표준모델을 출시하였다.
2012년 11월에 중국에 출시한 중국 무술배우 성룡이 광고한 기존의 SCH-W2013모델을 기반으로 하여서, 성능변화 외에도 외부화면부의 외형, 뒷면커버의 질감을 변경한 제품이다.

## 연혁
- 2013년 8월 21일 : 대한민국에서 판매 시작[3]
- 2013년 10월 29일 : 표준모델 출시[4]

## 외형
폴더형태이며, 폴더내부에는 터치가 가능한 화면과 키패드가 있고, 폴더 외부에는 터치가 가능한 화면과 뒷면커버가 있다.

## 색상
- 샴페인 골드

## 특수 기능

### 카메라 기능

#### 드라마 샷
빠르게 움직이는 사물의 연속모션을 한 장의 사진으로 합성한다.

#### 사운드 앤 샷
사진 촬영 당시의 소리를 사진과 함께 담아 저장한다.

#### 스토리 앨범
촬영한 사진을 메모, 위치정보, 날씨 등 다양한 내용과 함께 담아 마음에 드는 디지털 앨범으로 만든다.
이렇게 꾸민 디지털 앨범을 온라인으로 주문하여 실물 앨범으로 배송하는 것도 가능하다.

### 기타 기능

#### 챗온
챗온은 모바일메신저로 텍스트/ 음성/ 영상 채팅이 가능하며, 챗온 애니콘을 활용한 대화 및 챗온 API 기반으로 서비스연동이 가능하다.

#### 워치온
적외선 통신을 이용하여 에어컨, TV, 셋톱박스, DVD 플레이어 등의 기기 제어한다.

#### S 트랜슬레이터
이메일, 문자, 챗온 메시지 등을 송수신 중 바로 번역해 텍스트나 음성으로 번역한다.

#### exFAT
exFAT포맷을 지원하여 용량이 4 GB이상인 파일을 사용할 수 있으며, 외장메모리에도 이 기술이 적용되었다.

#### USB OTG
USB OTG를 지원하여 컴퓨터를 통하지 않아도 다른 기기나 스토리지와 직접 데이터 교환을 할 수 있다.

## 출시국가
- 대한민국
- 홍콩
- 인도

## 변종

### 대한민국

#### SHV-E400S/K
2013년 8월 21일 SK텔레콤, KT를 통해 출시하였다.

### 갤럭시 폴더
2015년 7월 28일 SK텔레콤, KT를 통해 출시하였다.